# Лекёр, Луи
Луи Лекёр (фр. Louis Lecoeur, Le Coeur) — французский рисовальщик, гравёр и типограф. Мастер репродукционных гравюр.
О жизни художника и печатника эстампов, работавшего в Париже в 1784—1820-х годах, известно мало. В источниках упоминается, что он был учеником Филибера-Луи Дебюкура, гравировал и печатал офорты в стиле французского неоклассицизма, в том числе цветные меццо-тинто и акватинты, чаще по оригиналам других художников.
Примечательно, что именно Лекёр одним из первых приспособил технику цветной акватинты для распространения гравюр на современные и актуальные сюжеты, как например, «Принесение присяги на Марсовом поле» или «Бал на месте Бастилии» (по живописным оригиналам Ж.-Б. Юэ).